# Patrick Lavoie
Pour les articles homonymes, voir Lavoie.
Patrick Lavoie est un joueur de la Ligue canadienne de football jouant à la position de receveur éloigné pour les Roughriders de la Saskatchewan.

## Biographie
Patrick Lavoie est né le 19 octobre 1987 à Sainte-Flavie.  Il a joué pour Rouge et Or de l'Université Laval avant d'être repêché par les Alouettes de Montréal en 2012. Il a joué les saisons 2012 et 2013 à Montréal avant d'être réclamé par le Rouge et Noir d'Ottawa lors du repêchage d'expansion de 2013. Il a alors passé quatre saisons à Ottawa avant d'être de nouveau acquis par les Alouettes en janvier 2018, en échange de Jean-Christophe Beaulieu. Vers la fin de la saison 2018, les Alouettes ont échangé Lavoie aux Roughriders de la Saskatchewan en compagnie de Philip Blake en échange de Joshua Stanford et d'un choix au repêchage.